# Yang Gongsu
Yang Gongsu (chiń. 杨公素; ur. 1910, zm. 2015) – chiński dyplomata.
Ambasador Chińskiej Republiki Ludowej w Socjalistycznej Republice Wietnamu. Pełnił tę funkcję w okresie od grudnia 1978 do maja 1980. Wcześniej był ambasadorem w Federalnej Demokratycznej Republice Nepalu od sierpnia 1960 do listopada 1965.